# Tomás Manuel de Anchorena
Tomás Manuel de Anchorena é um município da Argentina localizado no departamento de Atreucó, província de La Pampa.